# Mirsad Baljić
Mirsad Baljić (ur. 4 marca 1962 w Sarajewie) – piłkarz bośniacki grający na pozycji obrońcy. Posiada także obywatelstwo szwajcarskie.

## Kariera klubowa
Baljić urodził się w Sarajewie. Karierę rozpoczął w tamtejszym Željezničarze Sarajewo. W sezonie 1979/1980 zadebiutował w pierwszej lidze jugosłowiańskiej. W 1981 roku wystąpił w finale Pucharu Jugosławii, który wygrał Velež Mostar 3:2. W sezonie 1984/1985 Željezničar dotarł do półfinału Pucharu UEFA, w którym Bośniacy ulegli węgierskiemu Videotonowi Székesfehérvár. W Željezničarze Mirsad grał do końca sezonu 1987/1988. Rozegrał dla tego klubu 187 meczów, w których zdobył 20 bramek.
Latem 1988 Baljić wyjechał do Szwajcarii i został piłkarzem tamtejszego FC Sion, w którym zaczął grać w pomocy, dzięki czemu stał się jednym z najlepszych strzelców drużyny. W sezonie 1990/1991 zdobył ze Sionem Puchar Szwajcarii. W tym samym sezonie wywalczył też wicemistrzostwo Szwajcarii. W 1992 roku odszedł ze Sionu do FC Zürich, w którym spędził dwa sezony nie osiągając znaczących sukcesów. W sezonie 1993/1994 Bośniak był zawodnikiem FC Locarno, grającego w drugiej lidze. Karierę zakończył w wieku 32 lat.
| Sezon   | Klub           | Kraj       | Rozgrywki      | Mecze | Bramki |
| ------- | -------------- | ---------- | -------------- | ----- | ------ |
| 1979/80 | FK Željezničar | Jugosławia | I liga         | 3     | 0      |
| 1980/81 | FK Željezničar | Jugosławia | I liga         | 19    | 0      |
| 1981/82 | FK Željezničar | Jugosławia | I liga         | 31    | 7      |
| 1982/83 | FK Željezničar | Jugosławia | I liga         | 7     | 2      |
| 1983/84 | FK Željezničar | Jugosławia | I liga         | 15    | 0      |
| 1984/85 | FK Željezničar | Jugosławia | I liga         | 28    | 5      |
| 1985/86 | FK Željezničar | Jugosławia | I liga         | 29    | 2      |
| 1986/87 | FK Željezničar | Jugosławia | I liga         | 28    | 4      |
| 1987/88 | FK Željezničar | Jugosławia | I liga         | 27    | 0      |
| 1988/89 | FC Sion        | Szwajcaria | Nationalliga A | 33    | 13     |
| 1989/90 | FC Sion        | Szwajcaria | Nationalliga A | 30    | 10     |
| 1990/91 | FC Sion        | Szwajcaria | Nationalliga A | 31    | 7      |
| 1991/92 | FC Sion        | Szwajcaria | Nationalliga A | 32    | 11     |
| 1992/93 | FC Zürich      | Szwajcaria | Nationalliga A | 18    | 3      |
| 1993/94 | FC Zürich      | Szwajcaria | Nationalliga A | 13    | 5      |
| 1993/94 | FC Locarno     | Szwajcaria | Nationalliga B | ?     | ?      |

## Kariera reprezentacyjna
W 1984 roku Baljić był członkiem olimpijskiej reprezentacji Jugosławii, która wywalczyła brązowy medal na Igrzyskach Olimpijskich w Los Angeles. W pierwszej reprezentacji zadebiutował on 31 marca 1984 roku w wygranym 2:1 towarzyskim meczu z Węgrami. W tym samym roku był w kadrze Jugosławii na Euro 84, ale nie rozegrał żadnego spotkania na tym turnieju. W 1990 roku został powołany przez selekcjonera Ivicę Osima do kadry na Mistrzostwa Świata we Włoszech. Tam rozegrał tylko jedno spotkanie, przegrane 1:4 z RFN, które było jednocześnie ostatnim w kadrze Jugosławii. Łącznie rozegrał w niej 29 meczów i zdobył 3 gole.